# Миленијумска декларација Уједињених нација
Миленијумска декларација је резолуција Уједињених нација, усвојена на 8. пленарном заседању 8. септембра, 2000. године, са осам главних развојних циљева. Примена декларације је разматрана на Светском самиту лидера, 2005. године. Декларација садржи 8 поглавља и 32 параграфа.

## Поглавља
1. Вредности и принципи

- Слобода
- Једнакост
- Солидарност
- Толеранција
- Поштовање природе — 'Приказан је у управљању свим живим врстама и природним ресурсима, у складу са принципима одрживог развоја.'
- Заједничка одговорност

1. Мир, безбедност и разоружање
2. Развој и искорењиванје сиромаштва
3. Заштита заједничке животне средине
4. Људска права, демократија и адекватно управљање
5. Заштита угрожених
6. Задовољење посебних потреба Африке
7. Јачање улоге Уједињених нација